# Savant en herbe

Savant en herbe (Genius) est un téléfilm américain de la collection des Disney Channel Original Movie réalisé par Rod Daniel diffusé en 1999.

## Synopsis
Charlie Boyle est un petit génie qui n'arrive pas à se faire d'amis. Un jour, il reçoit une lettre dont il est pris dans une université, où là-bas, il sera élève mais aussi professeur de physique. Charlie joue au hockey sur glace, dans cette université personne ne l'apprécie, on se moque de lui et quelque personne perturbe son cours, il a fait la connaissance du chef du laboratoire de chimie, qui se trouve en dessous du stade de hockey sur glace, où il travaille avec lui. Un jour en allant rejoindre l'équipe de hockey, il voit une jeune fille sur la glace. Il lui a dit qu'il s'appelait Chaz Anthony. Il a ensuite créé cette nouvelle élève qui était lui au labo. Ce certain Chaz va donc en cours comme tous les autres, et perturbe tous les cours en provoquant les profs et en faisant des bêtises, il se fait enfin des amis et apprend que la jeune fille qu'il a vue sur la glace était la première de la classe et qu'elle était tomber amoureux de lui, comme chaz ou plutôt charlie. Quelques problèmes pour Charlie car il fallait se cacher afin que personne ne sache que c'était chaz. Un jour la fille qu'il aimait apprend tout. Charlie va donc parler à tous les élèves dans la fréquence de l'université en disant que c'était Chaz...

## Fiche technique
Genre : Comédie, Drame, Familial

## Distribution
- Trevor Morgan : Charlie Boyle / Chaz Anthony
- Emmy Rossum : Claire Addison
- Charles Fleischer : Dr. Krickstein
- Yannick Bisson : Mike MacGregor
- Peter Keleghan : Dean Wallace